# Américo Ferreira dos Santos Silva
Américo Ferreira dos Santos Silva (né le 16 janvier 1829 à Porto  au Portugal, et mort le 21 janvier 1899 à Porto) est un cardinal portugais du XIXe siècle. 

## Biographie
Silva est élu évêque de Porto en 1877. Le pape Léon XIII le crée cardinal lors du consistoire du 12 mai 1879.

## Sources
- Fiche  sur le site fiu.edu